# Linaria pelisseriana
Linaria pelisseriana är en grobladsväxtart som först beskrevs av Carl von Linné, och fick sitt nu gällande namn av Philip Miller. Enligt Catalogue of Life ingår Linaria pelisseriana i släktet sporrar och familjen grobladsväxter, men enligt Dyntaxa är tillhörigheten istället släktet sporrar och familjen grobladsväxter. Arten har ej påträffats i Sverige. Inga underarter finns listade i Catalogue of Life.

## Bildgalleri

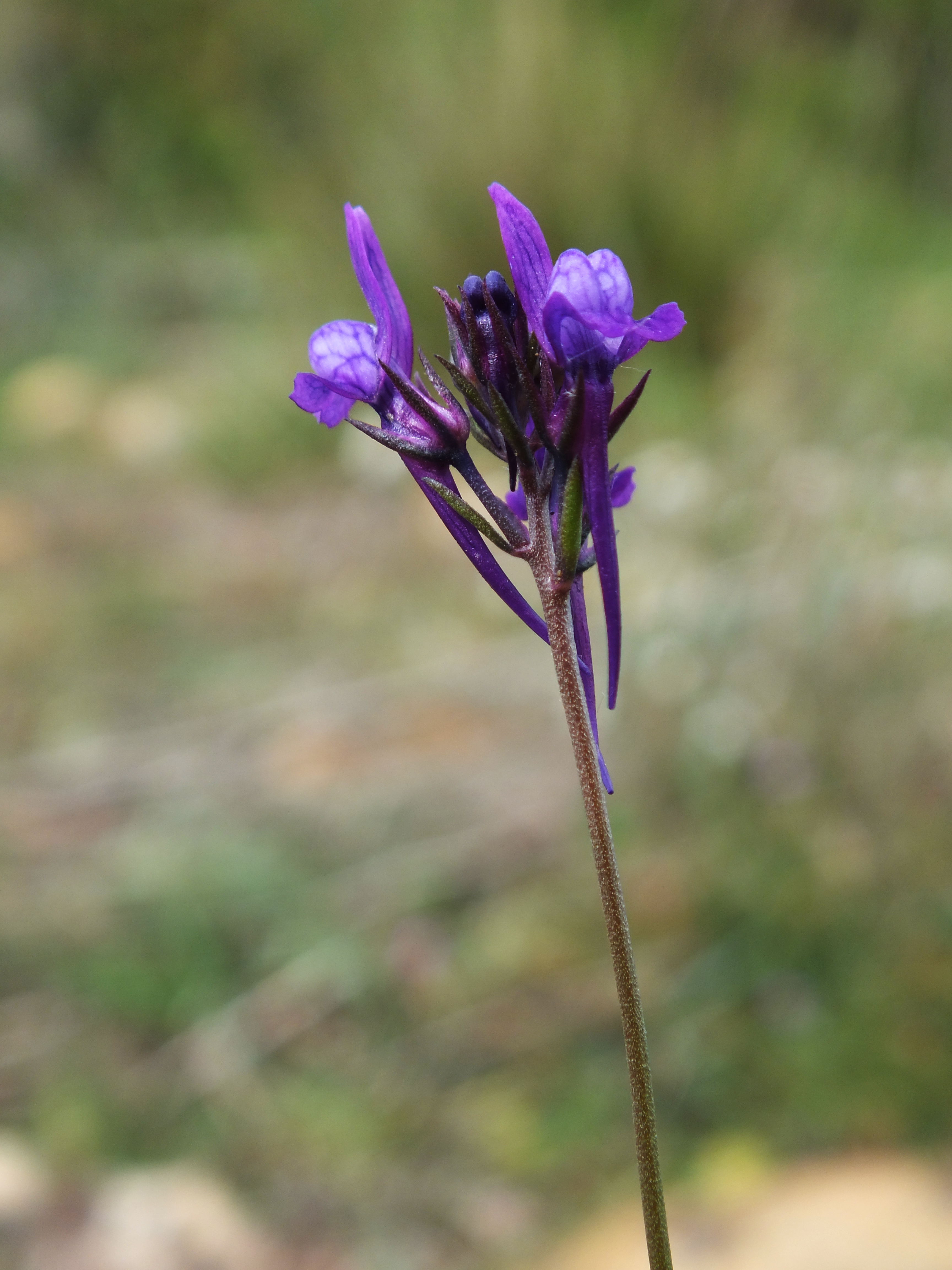
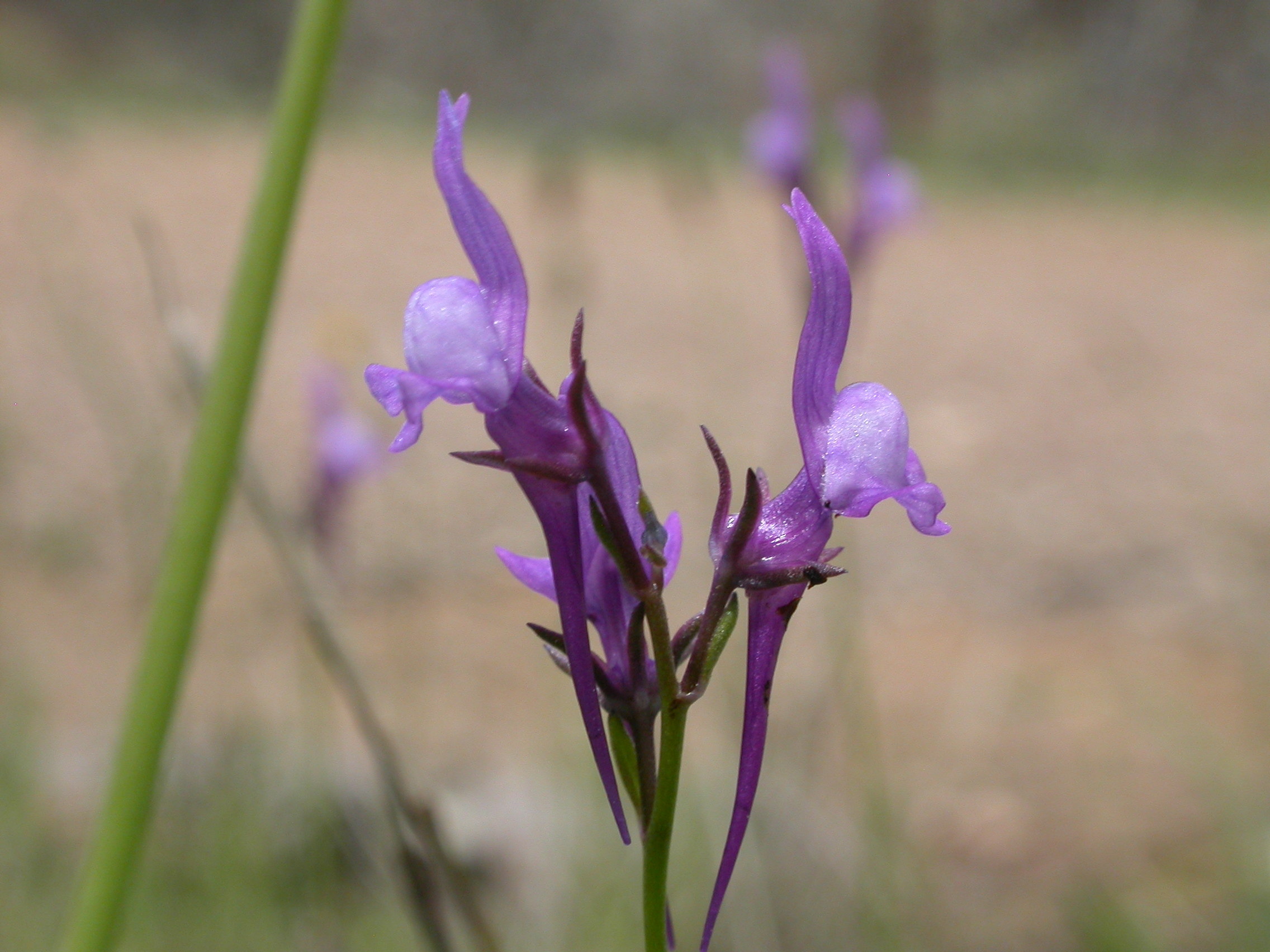
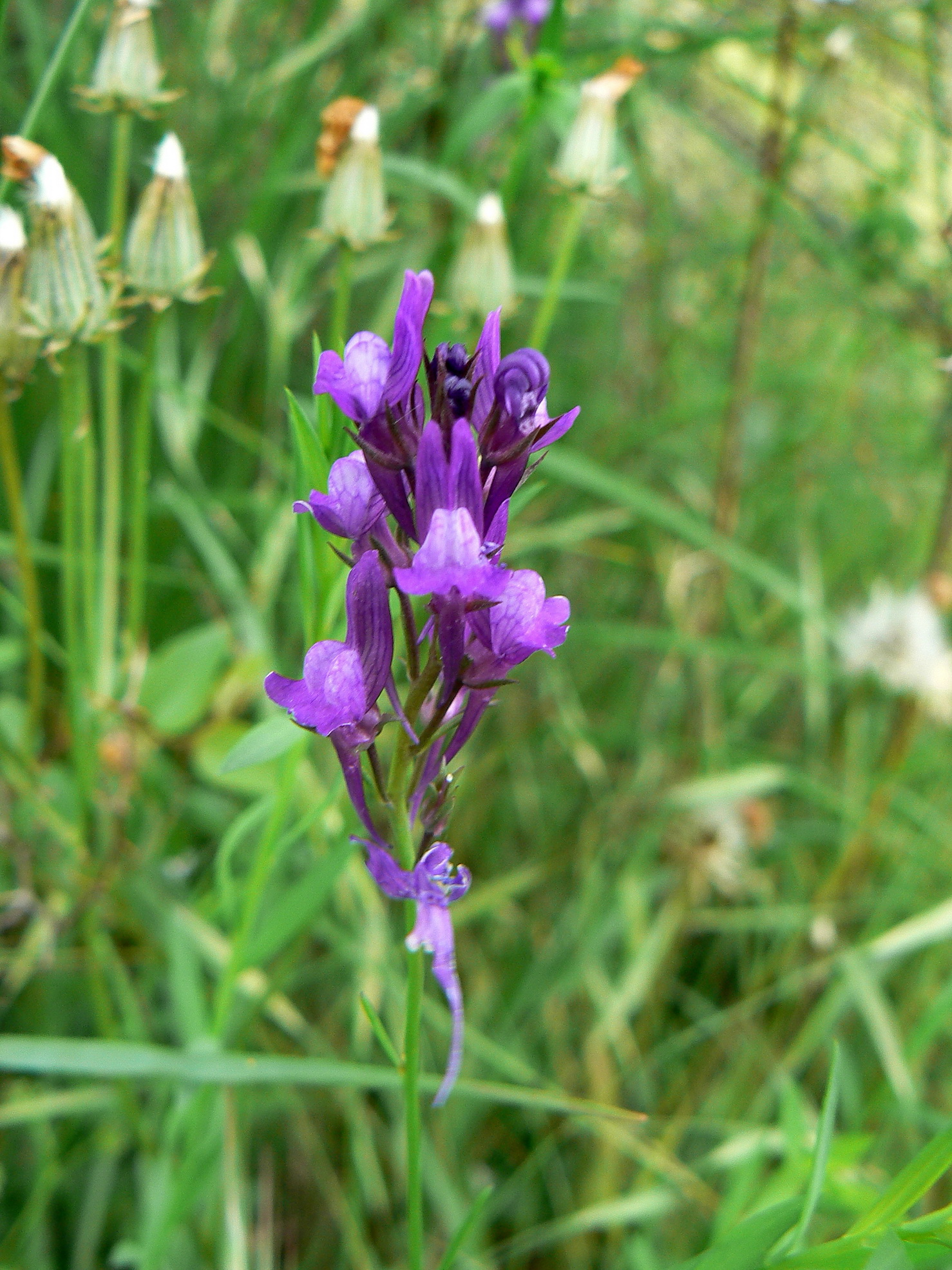
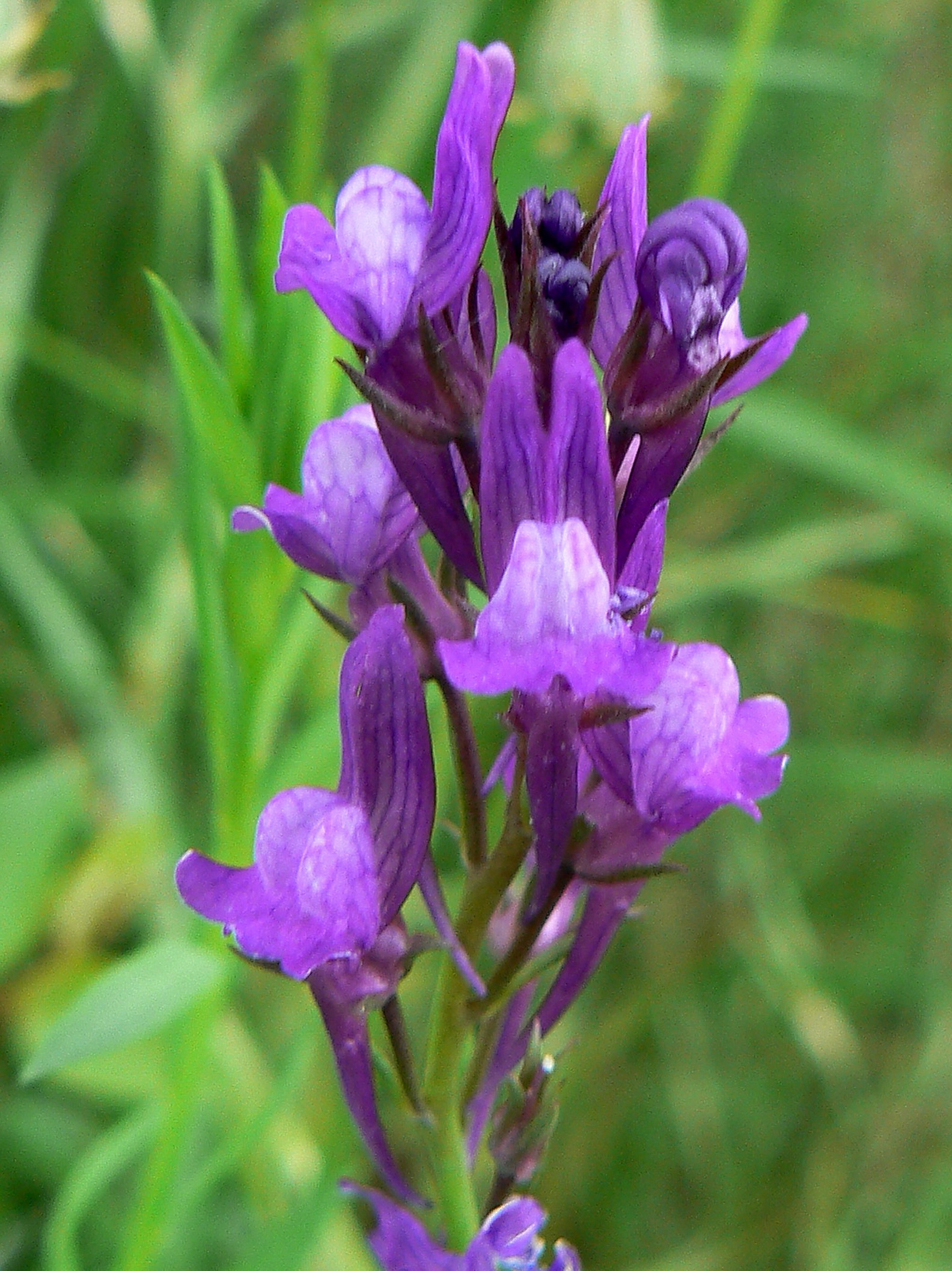
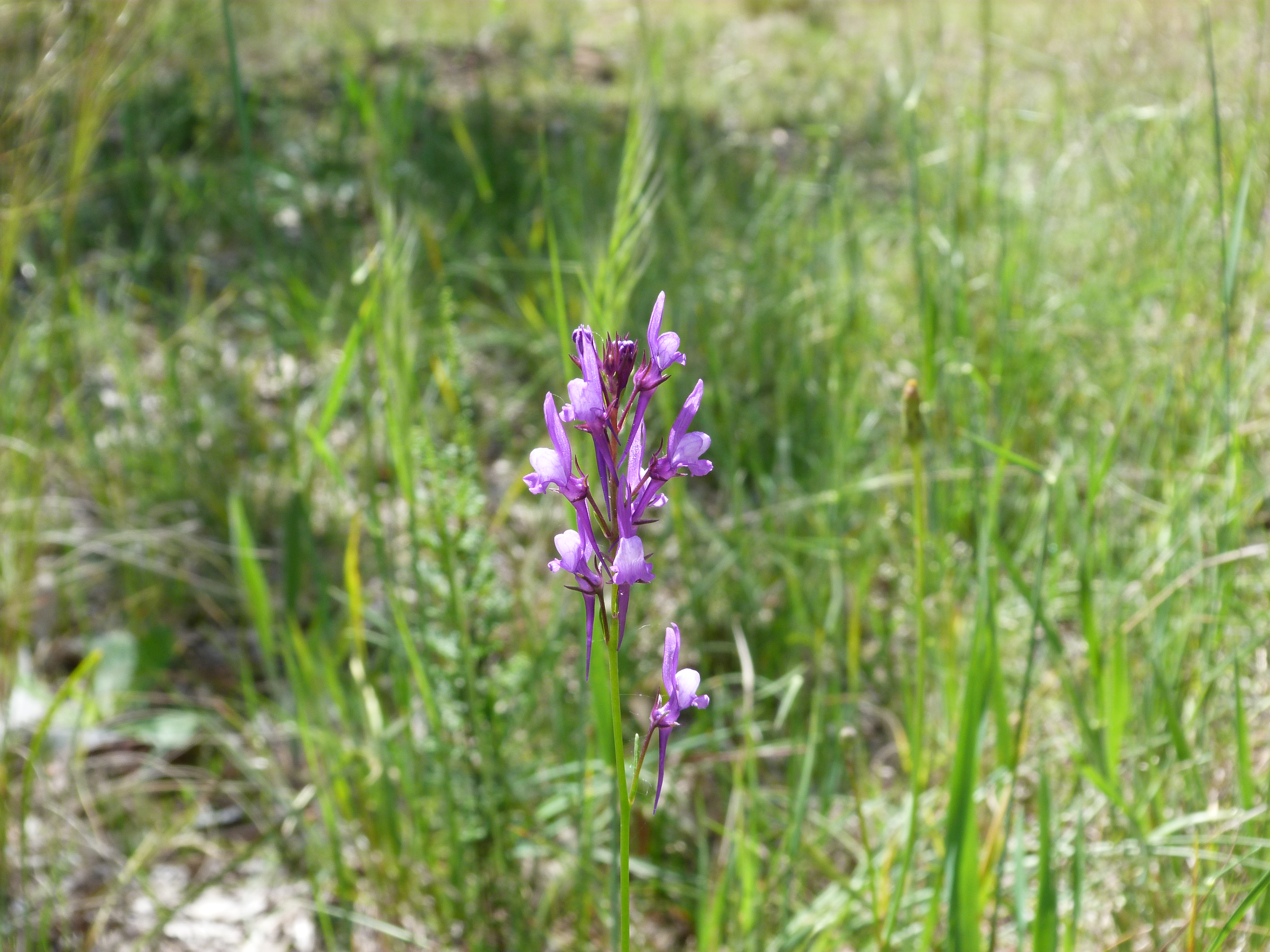
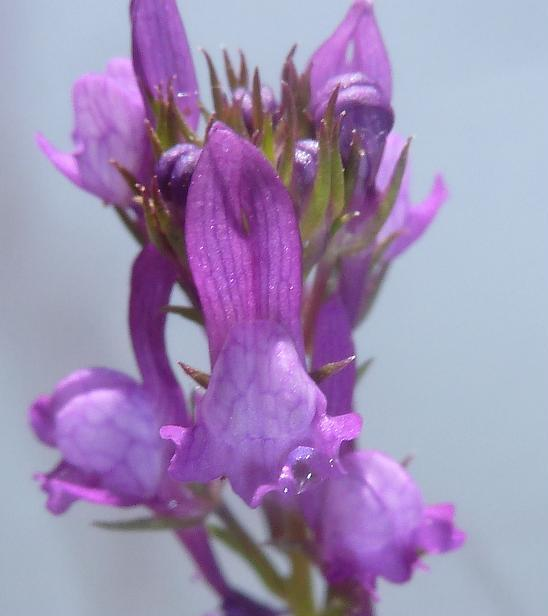